# Собор Бенгази

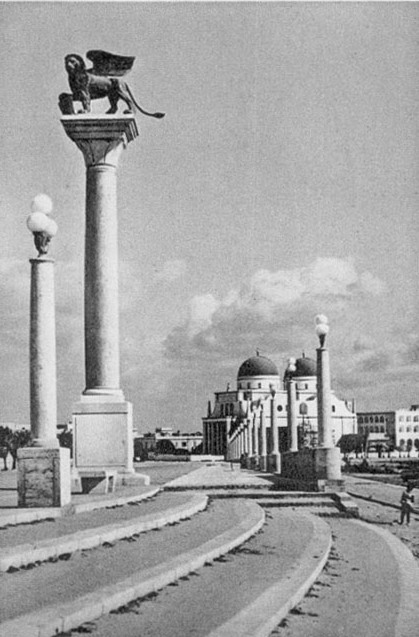
Виа Виттория с видом на собор Бенгази, фотография 30-х годов XX столетия

Собор в Бенгази (араб. ‎ كاتدرائية بنغازي, итал. Cattedrale di Bengasi) — бывшая католическая церковь, находящаяся в городе Бенгази, Ливия. Храм являлся кафедральным собором апостольского викариата Бенгази.

## История
Строительство храма началось в 1929 году, когда Ливия была колонией Италии и завершилось в 1939 году. Церковь в стиле неоклассицизма спроектировали итальянские архитекторы Оттавио Кабьяти и Гвидо Феррацци.
После обретения независимости собор был национализирован и использовался в качестве штаб-квартиры Арабского социалистического союза. В настоящее время церковь заброшена.

## Архитектура
Храм построен в форме базилики площадью 65 на 30 метров. Фасад обрамляют две квадратные башни, каждая из которых увенчана небольшими куполами. Главный купол, находящийся над апсидой, окружён восемью шпилями. Внутренне помещение разделяется тремя нефамии, которые разделены арками, украшенные лепниной в стиле арабеска. Витражи также украшены арабесками. Колокол церкви весит около 6 тонн.

## Источник
- Alexandre Pons, La nouvelle Église d’Afrique ou le catholicisme en Algérie, en Tunisie et au Maroc depuis 1830. ed. Librairie Louis Namura, Tunis, 1930